# 比伯恩
比伯恩是德国莱茵兰-普法尔茨州的一个市镇。总面积4.10平方公里，总人口313人，其中男性167人，女性146人（2011年12月31日），人口密度76人/平方公里。